# Parc Nacional de Cameia
El Parc nacional de Cameia és un parc nacional a la província de Moxico a Angola, situat a uns 1.100 metres sobre el nivell del mar. Comparteix el seu nom amb el municipi veí de Cameia. El camí Cameia-Luacano forma el límit nord del parc amb el riu Chifumage que forma la part sud del límit oriental i el riu Lumege i el riu Luena la frontera sud-oest. Gran part del parc consisteix en planures d'inundació estacional que formen part de la conca del riu Zambezi, amb la meitat nord del parc que desemboca al riu Chifumage. També hi ha extensos boscos de miombo, similars als de la conca del Zambezi, a Zàmbia occidental. El parc és una mostra de la naturalesa que no hi ha a altres llocs a Angola. Dos llacs, el llac Cameia i el llac Dilolo (el llac més gran a Angola) es troben fora dels límits del parc i tots dos tenen àmplies jonqueres i pantans coberts d'herba que són rics en aus aquàtiques.

## Història
L'àrea ara coneguda com a Parc Nacionalde Cameia es va establir com reserva de caça en 1938, i com Parc Nacional en 1957. La vida silvestre en el parc va estat gairebé completament aniquilada després de la Guerra civil angolesa, així com la caça furtiva incontrolada i la destrucció d'infraestructures. Hi ha una greu manca de personal, recursos i suport per al parc.